# Cyrtandra albertisii
Cyrtandra albertisii är en tvåhjärtbladig växtart som beskrevs av Charles Baron Clarke. Cyrtandra albertisii ingår i släktet Cyrtandra och familjen Gesneriaceae. Inga underarter finns listade i Catalogue of Life.